# Шакаришвили, Ульбия Ахмедовна
Ульбия Ахмедовна Шакаришвили (1930, село Хуцубани, Кобулетский район, Грузинская ССР) — колхозница колхоза села имени Сталина Кобулетского района, Аджарская АССР, Грузинская ССР. Герой Социалистического Труда (1950).

## Биография
Родилась в 1930 году в крестьянской семье в селе Хуцубани Кобулетского района. После окончания местной начальной школы с середины 1940-х годов трудилась на чайной плантации колхоза имени Сталина Кобулетского района. Первое время была работала под руководством звеньевой Айши Джинджавадзе За выдающиеся трудовые достижения по итогам работы в 1947 году награждена Орденом Трудового Красного Знамени.
В 1949 году собрала 6031 килограмма с участка площадью 0,5 гектара. Указом Президиума Верховного Совета СССР от 19 июля 1950 года удостоена звания Героя Социалистического Труда за «получение высоких урожаев сортового зелёного чайного листа и цитрусовых плодов в 1949 году» с вручением ордена Ленина и золотой медали «Серп и Молот» (№ 5230).
Проживала в селе Хуцубани.
Награды
- Герой Социалистического Труда
- Орден Ленина
- Орден Трудового Красного Знамени (29.08.1949)